# Walid Dhahbi
Walid Dhahbi (arabe : وليد الذهبي), né le 30 juillet 1975 à Tunis, est un haut fonctionnaire tunisien.

## Biographie
Titulaire d'une licence de l'Institut supérieur de gestion de Tunis, il obtient un diplôme du cycle supérieur de l'École nationale d'administration.
Haut fonctionnaire, il a travaillé comme contrôleur général des services publics puis membre de la Commission nationale d'établissement des faits sur les malversations et la corruption créée en 2011, ou encore comme directeur général de la cellule de programmation et de suivi de l'action gouvernementale.
Il a par ailleurs travaillé cinq ans au Qatar dans le cadre d'une coopération technique.
Le 2 septembre 2020, il est nommé secrétaire général du gouvernement par le chef du gouvernement Hichem Mechichi. Le 16 janvier 2021, son nom est cité comme potentiel ministre de l'Intérieur dans le cadre d'un remaniement ministériel.
Le 27 juillet 2021, il est limogé par arrêté présidentiel à compter du 25 juillet.